# Wegweiser Berliner Straße 8 (Bad Liebenwerda)

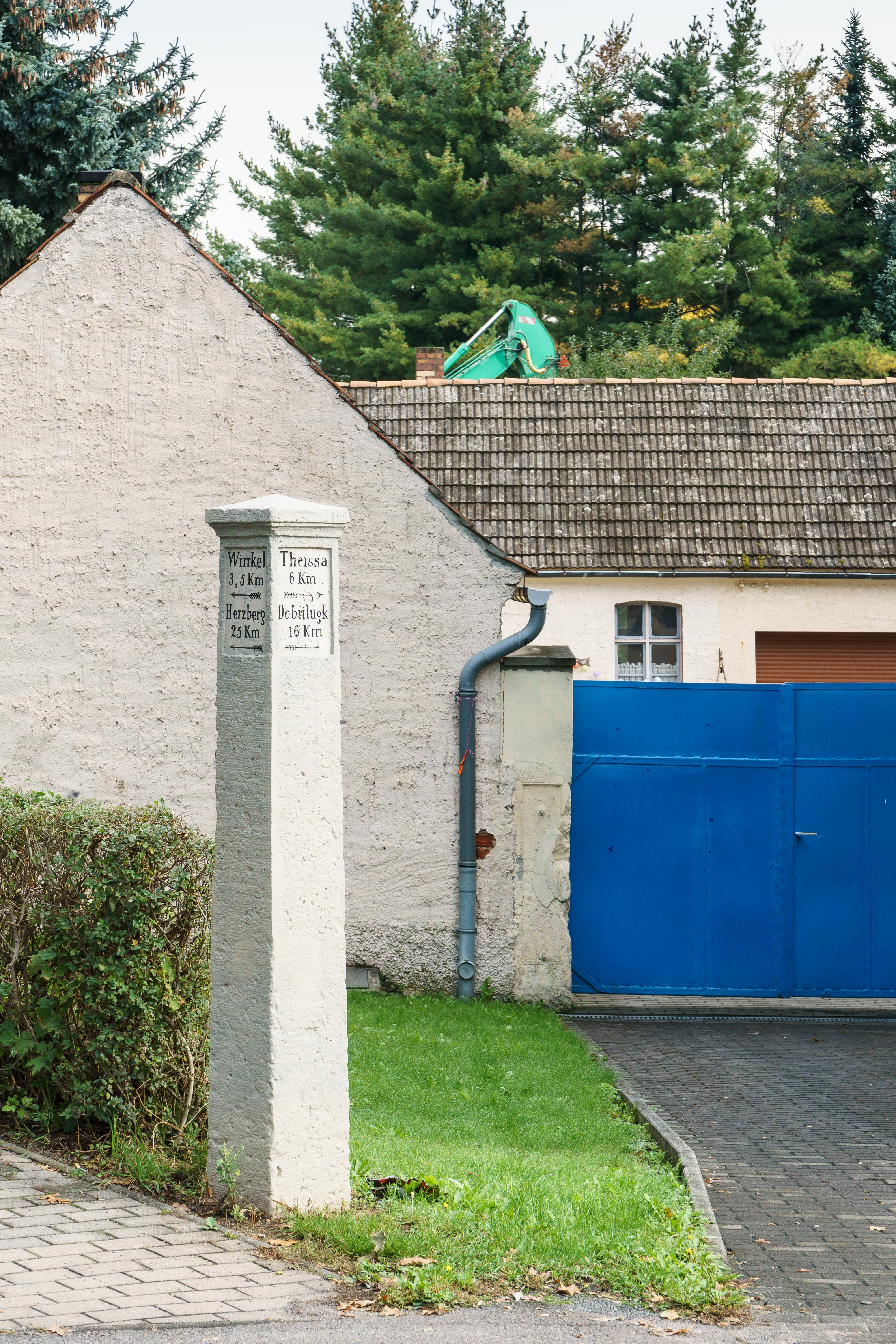
Der historische Wegweiser in Bad Liebenwerda (2017)

Der Wegweiser ist ein Baudenkmal in der Kurstadt Bad Liebenwerda im südbrandenburgischen Landkreis Elbe-Elster. 
Er befindet sich unmittelbar am Bahnübergang der Berliner Straße über die Bahnstrecke Węgliniec–Roßlau beziehungsweise der Einmündung der in Richtung Theisa und Doberlug-Kirchhain führenden Schloßäckerstraße. Im örtlichen Denkmalverzeichnis ist er unter der Erfassungsnummer 09136147 verzeichnet.
Datiert wird die Aufstellung des aus Sandstein bestehenden Wegweisers auf die Zeit um 1900. In der Säule sind an der einen Seite die Inschriften „Winkel 3,5 km“, „Herzberg 25 km“ sowie an der anderen Seite „Theisa 6 km“ und „Dobrilugk 16 km“ zu finden.